# جاناتان روزنبرگ
جاناتان روزنبرگ معاون ارشد محصولات سابق گوگل و در حال حاضر مشاور لری پیج مدیرعامل حروف الفبا، Inc. است.

## زندگی‌نامه
جاناتان روزنبرگ در یک خانواده یهودی در ۲۰ ژوئیه ۱۹۶۱ به دنیا آمد. روزنبرگ مدرک کارشناسی ارشد رشته مدیریت بازرگانی از دانشگاه شیکاگو و همچنین مدرک لیسانس با درجه ممتاز در رشته اقتصاد از دانشگاه Claremont McKenna کالج را دریافت کرده‌است.

## حرفه ای
او به همراه رئیس اجرایی گوگل اریک اشمیت و مدیر اجرایی ارتباطات آلن ایگل نویسنده مشترک کتاب گوگل چگونه کار می‌کند است. این کتاب در ماه سپتامبر ۲۰۱۴ منتشر شد و برنده بهترین فروش کتاب نیویورک تایمز شد.